# مسحوق الفلاش
مسحوق الفلاش هو تركيبة تستخدم في مجال التقانة النارية مكونة من مزيج من مؤكسد مع وقود فلزي يحترق بسرعة مظهراً أثراً بصرياً يشبه ضوء الفلاش، والذي قد يترافق بصوت انفجار في حال كان المزيج محصوراً.
يستخدم مسحوق الفلاش ضمن المؤثرات البصرية في الأعمال الفنية، وكذلك في الألعاب النارية وفي المفرقعات، وكان يستخدم فيما مضي في التصوير الضوئي لإظهار أثر الفلاش.

## المزائج
من الأمثلة على مزائج مسحوق الفلاش:
- الألومنيوم مع الكلورات

حيث يمزج مسحوق الألومنيوم مع كلورات البوتاسيوم بنسبة 30% Al إلى 70% KClO3:
6 KClO3 + 10 Al → 3 K2O + 5 Al2O3 + 3 Cl2
- الألومنيوم مع النترات بوجود الكبريت

حيث يمزج مسحوق الألومنيوم مع نترات البوتاسيوم بنسبة ثلاثة أجزاء من Al إلى خمسة أجزاء من KNO3 وبإضافة جزئين من الكبريت:
2 KNO3 + 4 Al + S → K2S + N2 + 2 Al2O3
- الألومنيوم مع البيركلورات

يتم عادة مزج سبعة أجزاء من بيركلورات البوتاسيوم مع ثلاثة أجزاء من مسحوق الألومنيوم:
6 KClO4 + 14 Al → 3 K2O + 7 Al2O3 + 3 Cl2
- المغنسيوم مع النترات

وهو مزيج شائع من مسحوق الفلاش يتم بمزج مسحوق المغنسيوم مع نترات البوتاسيوم بنسبة 1:1 غالباً:
2 KNO3 + 5 Mg → K2O + N2 + 5 MgO
كما يمكن استخدام نترات الباريوم:
Ba(NO3)2 + 5 Mg → BaO + N2 + 5 MgO

## اقرأ أيضاً
- ألعاب نارية